# Lasiorhinus
A Lasiorhinus az emlősök (Mammalia) osztályának erszényesek (Marsupialia) alosztályágába, ezen belül a diprotodontia rendjébe és a vombatfélék (Vombatidae) családjába tartozó nem.

## Rendszerezés
A nembe az alábbi 2 élő faj és 1 fosszilis faj tartozik:
- északi szőrösorrú vombat (Lasiorhinus krefftii) (Owen, 1873)[1]
- déli szőrösorrú vombat (Lasiorhinus latifrons) (Owen, 1845)[2] - típusfaj
- †Lasiorhinus angustidens[3][4][5][6][7][8][9]

## Fordítás
- Ez a szócikk részben vagy egészben  a   Lasiorhinus című angol Wikipédia-szócikk ezen változatának fordításán alapul.  Az eredeti cikk szerkesztőit annak laptörténete sorolja fel. Ez a jelzés csupán a megfogalmazás eredetét és a szerzői jogokat jelzi, nem szolgál a cikkben szereplő információk forrásmegjelöléseként.